# Динамотеррор
Динамотеррор — вид ящеротазових динозаврів родини тиранозаврових (Tyrannosauridae), що існував у пізня крейда (78 млн років тому).
Скам'янілі рештки динозавра виявлені у 2012 році у відкладеннях формації Менефі у штаті Нью-Мехіко, США. Було знайдено фрагменти черепа і посткраніального скелету, включаючи ліву і праву лобові кістки, 4 хребці, фрагменти ребер, п'ясткових кісток, клубову кістку і фалангу пальця ноги. На основі решток команда палеонтологів під керівництвом Ендрю Макдональда описала новий вид Dynamoterror dynastes. Назва роду Dynamoterror складена з грец. δύναμις — «сила», і лат. terror — жах. Видова назва D. dynastes походить від грец. δυνάστης і означає «правитель». Голотип зберігається в колекції Музею природознавства Юти у Солт-Лейк-Сіті.
Корейський палеонтолог Chan-gyu Yun у праці 2020 року вказує, що деякі характерні ознаки таксону неправильно діагностовані як унікальні, тому таксон треба вважати nomen dubium.